# Kim Mi-jung
Kim Mi-jung (Geburtsname Bae Mi-jung; * 29. März 1971 in Masan) ist eine ehemalige südkoreanische Judoka. Sie war 1992 erste Olympiasiegerin im Halbschwergewicht, der Klasse bis 72 Kilogramm.

## Karriere
Kim Mi-jung nahm im Februar 1988 am internationalen Turnier in Paris teil und belegte den fünften Platz. Bei den Olympischen Spielen 1988 in Seoul wurden Judo-Wettbewerbe für Frauen im Rahmen der Demonstrationswettbewerbe angeboten. Kim nahm unter dem Namen Bae Mi-Jung teil, sie siegte in der ersten Runde gegen die Australierin Wendy Callander und im Halbfinale gegen die Deutsche Barbara Claßen. Im Finale unterlag sie der Belgierin Ingrid Berghmans.
Zwei Jahre später nahm Kim Mi-Jung an den Asienspielen 1990 in Peking teil und erhielt eine Bronzemedaille. Im Februar 1991 gewann Kim in München ihr erstes Weltcup-Turnier. Im Juli 1991 gewann sie bei den Judo-Weltmeisterschaften 1991 in Barcelona durch einen Finalsieg über die Japanerin Yōko Tanabe. Im Februar des Olympiajahres 1992 siegte sie bei den Weltcupturnieren in Paris und in München. Bei den Olympischen Spielen 1992 in Barcelona gehörten Judowettkämpfe für Frauen erstmals zum olympischen Programm. Kim benötigte für ihre ersten zwei Wettkämpfe zusammen fünfzehn Sekunden. Im Viertelfinale gegen die Polin Katarzyna Juszczak dauerte es zweieinhalb Minuten bis zum Ippon. Nach einem weiteren Sieg durch Ippon im Halbfinale gegen die Britin Josie Horton traf Kim im Finale wie im Vorjahr an gleicher Stelle auf Yōko Tanabe. Kim gewann die Goldmedaille nach Schiedsrichterentscheid (yusei-gachi).
Bei den Judo-Weltmeisterschaften 1993 im kanadischen Hamilton erhielt Kim eine Bronzemedaille. Zwei Monate später erreichte sie bei den Asienmeisterschaften in Macau das Finale, unterlag dort aber gegen die Chinesin Zhao Limin. Im Februar 1994 nahm Kim an drei Weltcupturnieren in Europa teil, nach einem zweiten Platz in Paris siegte sie in Leonding und wurde in München Dritte. Im Sommer 1994 unterlag sie im Finale der Goodwill Games gegen die Belgierin Ulla Werbrouck. Kims letztes großes Turnier waren die Asienspiele 1994 in Hiroshima, sie gewann den Titel durch einen Finalsieg über die Chinesin Leng Chunhui.
Kim startete während ihrer ganzen Karriere im Halbschwergewicht bis 72 Kilogramm.